# Starkowa Huta
Starkowa Huta, dodatkowa nazwa w języku kaszubskim Starkòwô Hëta, (niem. Starkhütte) – wieś kaszubska w Polsce położona w województwie pomorskim, w powiecie kartuskim, w gminie Somonino przy drodze krajowej nr 20 ze Stargardu do Gdyni.
W latach 1975–1998 miejscowość administracyjnie należała do województwa gdańskiego.

## Nazwa miejscowości
Wieś pierwszy raz wzmiankowana w czasach I Rzeczpospolitej jako Starkowa Hutta w roku 1664. Niemcy pisali Starkhütte lub niekiedy Starkenhütte, w źródłach polskich albo Starkowa Huta albo Starkowo. Kaszubi mówili Sztarkowô Hëta lub skrótowo Sztarkëta. Nazwa jest prosta do objaśnienia. W pierwszym członie część dzierżawcza od nazwiska Stark, w drugim część kulturowa huta - czyli miejsce wypalania pni i produkcji smoły, węgla drzewnego czy popiołu. Samo nazwisko Stark można wywieść zarówno z języka niemieckiego (przymiotnik stark, czyli 'mocny') jak i z języka kaszubskiego, gdzie rzeczownik stark oznacza 'dziadka' lub 'teścia'. 

## Historia miejscowości
Osada odnotowana po raz pierwszy w 1664 r. Powstała na miejscu wyrąbanych lasów, na terenach należących do klasztoru w Kartuzach. Zakonnicy do założenia wsi sprowadzili niemieckich ewangelików z Pomorza Zachodniego. 
Drugi człon nazwy, tak jak w przypadku sąsiednich 'hut' (Chylowa Huta, Kapelowa Huta, Egiertowa Huta), dodatkowo wskazuje, że początki wsi były związane z powstaniem smolarni, czyli miejscem wypalania pni z karczowanych lasów i produkcji smoły, węgla drzewnego czy popiołu.
W roku 1772, po I rozbiorze Polski, włączona do Królestwa Prus.
U schyłku XIX w. we wsi była szkoła ewangelicka, 16 zagród gburskich i 10 zagrodników. Na koniec 1892 r wieś miała 287 mieszkańców - 260 Niemców ewangelików i 27 Kaszubów katolików.
W roku 1913 miejscowość miała 350 mieszkańców. Była karczma, której właścicielem był  Ludwig Kresin. Była też cegielnia należąca do H. Hardtke. Mistrzem murarskim był Hermann Meyer, kowalem R. Muhsal, kołodziejem O. Muhsal, szklarzem A. Kobiella.
Od 1920 r., na bazie postanowień wersalskich, w granicach Polski (z przerwą na lata II wojny światowej).
Po zakończeniu II wojny światowej w 1945 r. dominująca do tego czasu w miejscowości ludność niemiecka została wysiedlona, a jej miejsce zajęła w głównej mierze ludność kaszubska z okolicznych wsi.